# Colorado State Highway 82
Der Colorado State Highway 82 ist ein in Nord-Süd-Richtung verlaufender Highway im US-Bundesstaat Colorado.
Der Highway beginnt an der Interstate 70 bei Glenwood Springs und endet südlich von Leadville am U.S. Highway 24.
Der State Highway führt über den 3686 m/12095 ft hohen Independence Pass mit einer durchschnittlichen Steigung von 6 %. Die ersten 80 Kilometer der Straße sind vierspurig ausgebaut, und in Carbondale beginnt der Colorado State Highway 133.

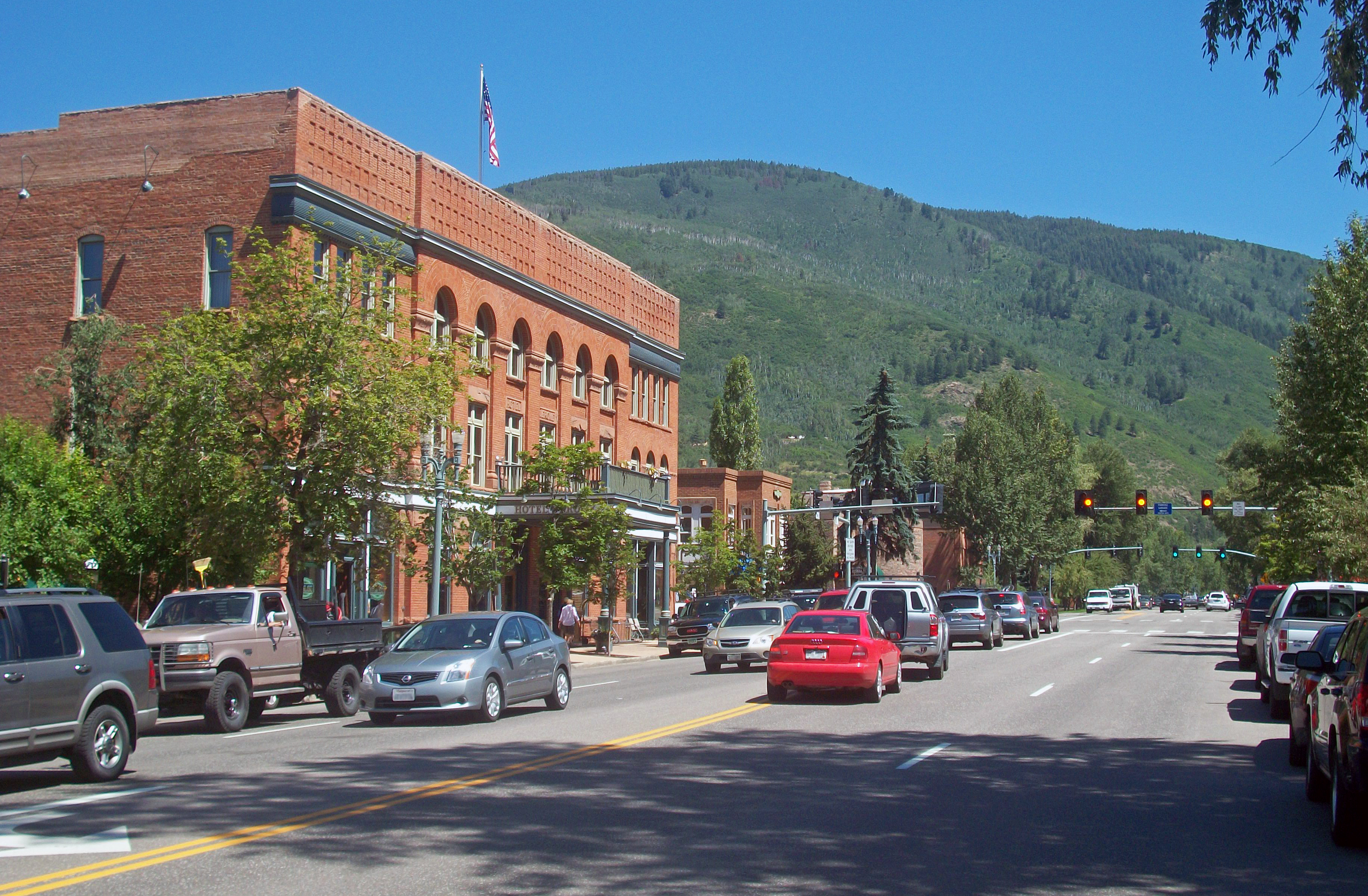
Aspen, Main Street
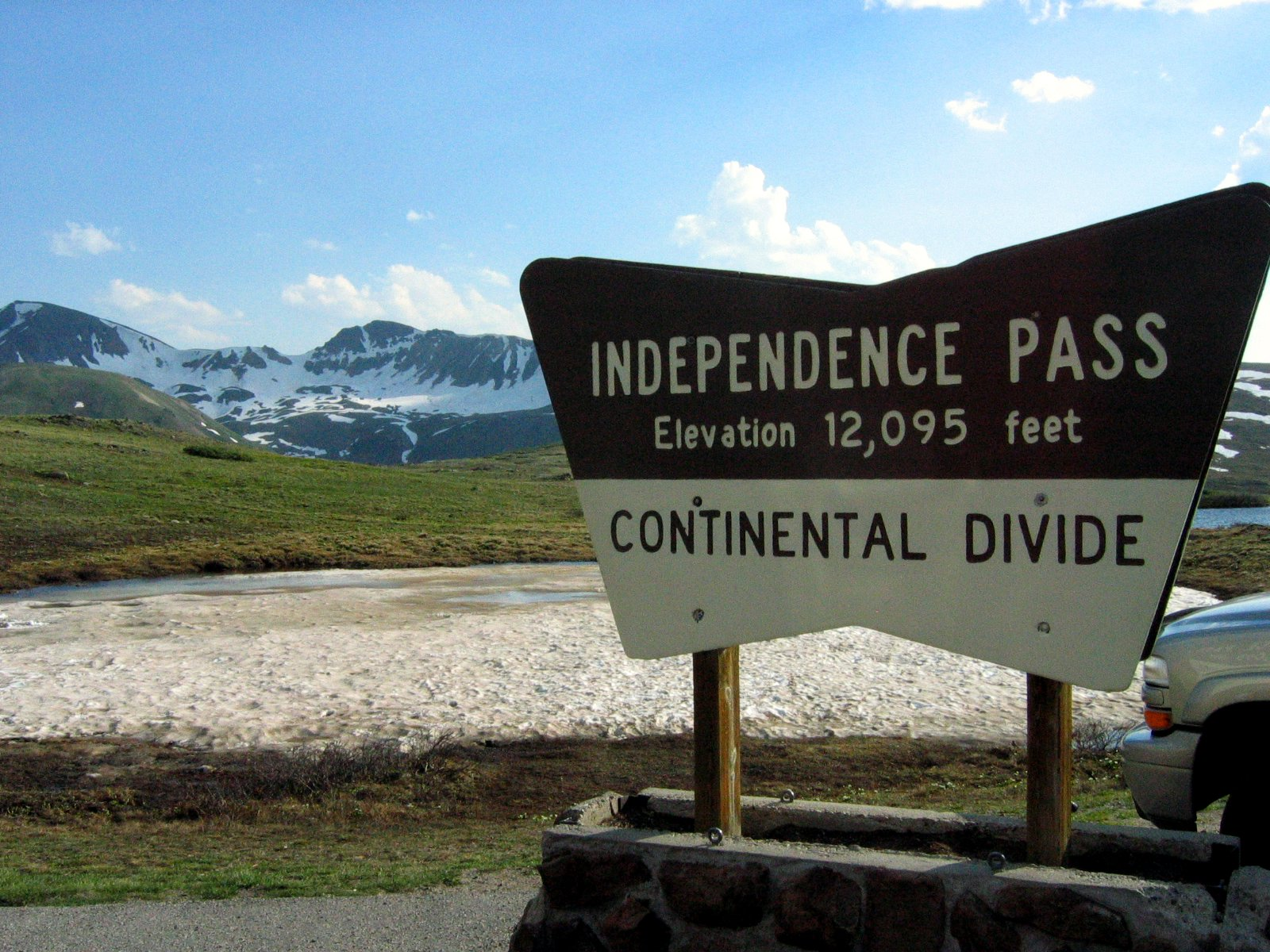
am Independence Pass
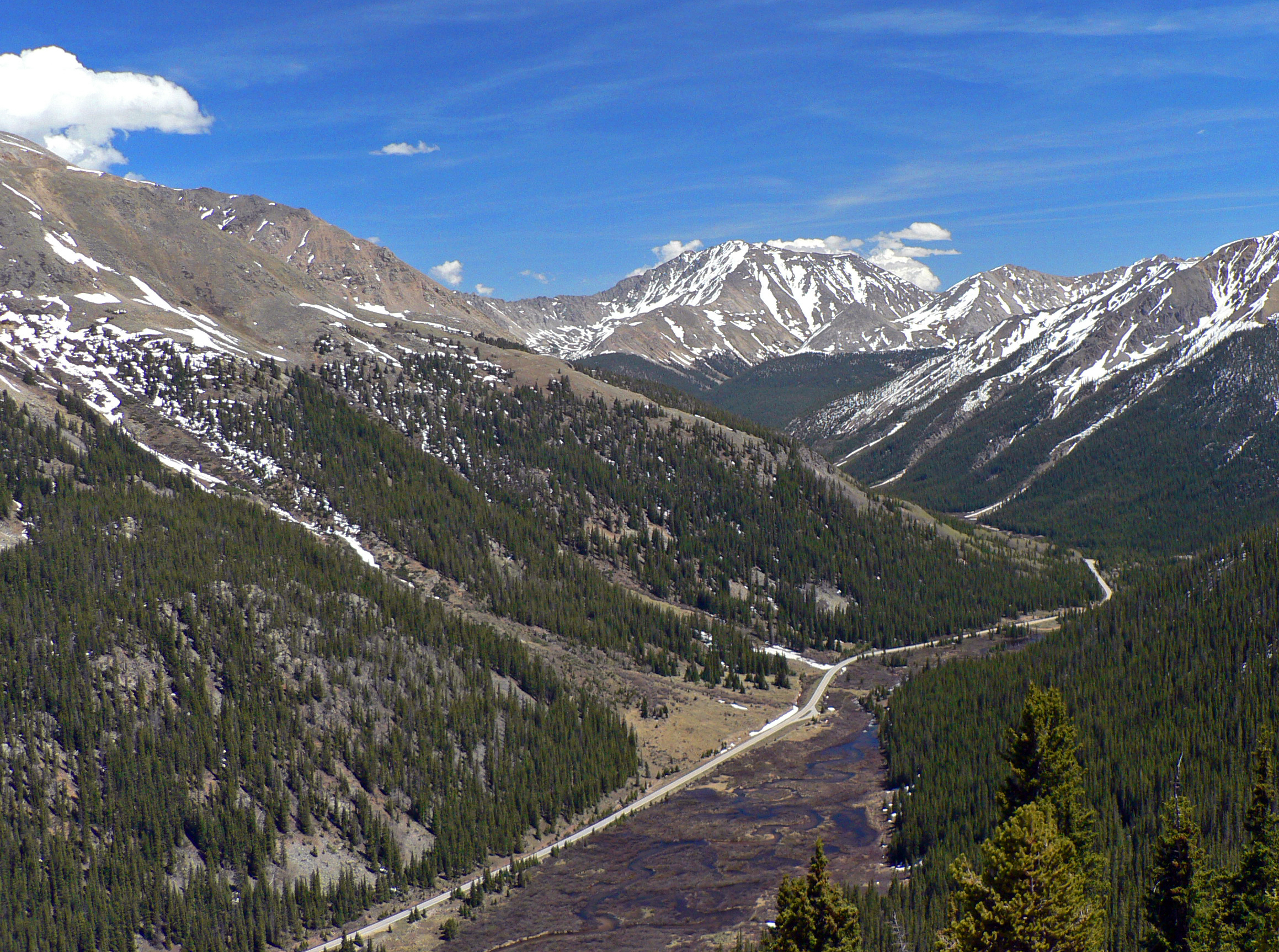
unterhalb des Passes
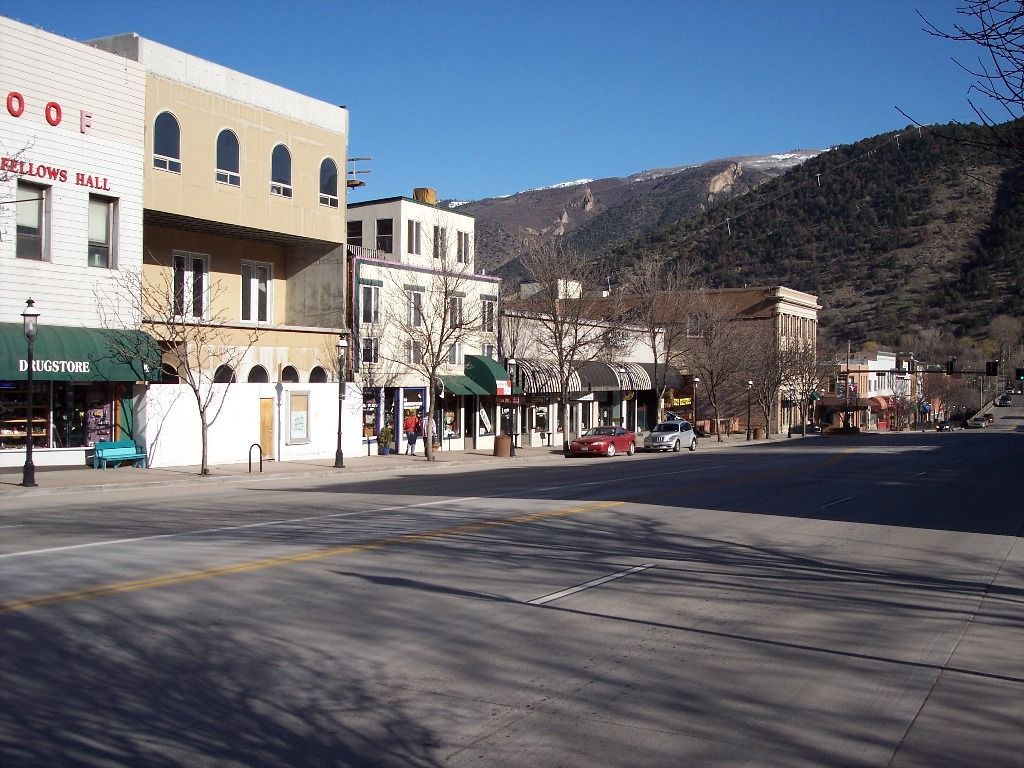
Glenwood Springs